# بلاسيدو بيلباو
بلاسيدو بيلباو (بالإسبانية: Plácido Bilbao Zubiaur)‏ هو لاعب كرة قدم إسباني في مركز الهجوم، ولد في 13 سبتمبر 1940 في لايايوا في إسبانيا، وتوفي بنفس المكان في 16 يونيو 2014. لعب مع أتلتيك بيلباو وأريناس غوتكسو وريال بلد الوليد وريكرياتيفو وسوسيداد ديبورتيبا إنداوتخو ونادي مليلية.